# Bulbocerca minuta
Bulbocerca minuta is een insectensoort uit de familie Anisembiidae, die tot de orde webspinners (Embioptera) behoort. De soort komt voor in Mexico.
Bulbocerca minuta is voor het eerst wetenschappelijk beschreven door Ross in 2003.